# 日産・SRエンジン
日産・SRエンジンとは、日産自動車の自動車用直列4気筒ガソリンエンジンである。現在は、排出ガス規制等の関係で、2LはQRエンジンへ、小排気量のエンジンはQGエンジンへとそれぞれ切り替わっている。
対抗するクラスのエンジンとしてトヨタのS型エンジン 、ホンダのF型エンジンなどがある。

## 概要
CAエンジンの後継機として開発された。日産の2リッタークラスの代表的なDOHC16バルブエンジンで、1989年10月にU12型ブルーバードへ初搭載されたのを皮切りに、その後長きに渡り、駆動方式にとらわれず様々な車種に搭載された非常に汎用性の高いエンジンである。ヘッドやブロックはアルミニウムダイカスト製で、軽量コンパクトな設計思想が生かされていた。カムシャフトの駆動方式は、CAエンジンはタイミングベルトであったが、当エンジンではタイミングチェーンとされた。その他、Y字型ロッカーアームという、SRエンジン独特の特徴を持っている。
アルミニウム製エンジンにしては強度があり、構造が比較的単純で手を加えやすいことから、チューニングベースとしても優秀で広く使われている。しかし、登場初期はロッカーアームが脱落しやすい、アルミブロックの強度が鋳鉄ブロックに比べると低い、パルサーGTI-Rを除けばオイルポンプが弱い、そのパルサーGTI-Rではエンジンルームの狭さゆえ整備性が悪いなどの問題を抱えていたことや、同時期の日産車にはスカイラインGT-R搭載の鋳鉄ブロックエンジンだったRB26DETTがチューニング業界で幅を利かせていたこともあり、チューニングベースとしてはほとんど考えられなかった。
基本的にFF（フロントエンジン・フロントドライブ方式）車用に設計された横置きエンジンであり、FF車用SR型エンジンとFR（フロントエンジン・リヤドライブ方式）車用SR型エンジン（縦置き）ではエンジンブロック等の形状が異なるため、後述のように無加工でスワップすることはできない。
後継のQRエンジンと日産・QGエンジンが実用性重視のエンジンであったことから、一部スポーツモデル用にSRエンジンの延命が図られた。平成12年排ガス規制には適合させたものの、続く17年規制には対応できず、生産を終了した。なお、SRエンジンの名称はSimple Rayout（英語の本来の綴りはLayout）の頭文字を取ったものであるとされる。
CAエンジンに相当する世代のディーゼルエンジンとしてCDエンジンが製造され、後継のQRエンジンに相当する世代としてYDエンジンが製造されていたが、SRエンジンに相当する世代のディーゼルエンジンは製造されなかった。

## バリエーション
各スペックデータは、括弧内の車両のデータを示す。

### SR16VE

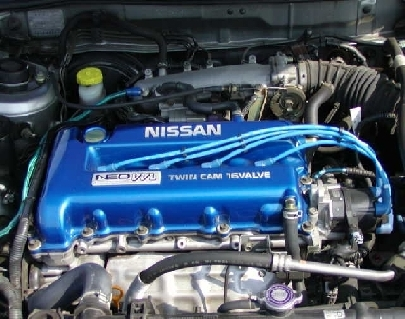
SR16VEエンジン

1,596 cc、DOHC16バルブ・自然吸気（NA）モデル。可変バルブタイミング＆リフト機構NEO VVLを搭載しており、175馬力の標準型（通称青ヘッド）と、N1耐久レース参加を視野に入れた200馬力のファインチューニング型（通称赤ヘッド）が存在する。組み合わされるトランスミッションは5速マニュアルシフトのみ。
- 内径×行程：86.0 mm×68.7 mm
- 出力：
  - 標準型（青ヘッド）
    - 129 kW(175 PS)/7,800 rpm 161 N・m(16.5 kg・m)/7,200 rpm 
（B14ルキノ、B15サニー、N15パルサー/ルキノハッチ）

  - N1耐久レースベース型（赤ヘッド）
    - 147 kW(200 PS)/7,800 rpm 181 N・m(18.5 kg・m)/7,600 rpm 
（N15パルサー/ルキノハッチ）
- 全てプレミアムガソリン仕様

### SR18Di
1,838 cc、DOHC16バルブ・自然吸気モデル。シングルポイントインジェクション。ヘッドカバーの色はシルバー。
- 内径×行程：82.5 mm×86.0 mm
- 出力：81 kW(110 PS)/6,000 rpm 150 N・m (15.3 kg・m)/4,000 rpm  - レギュラーガソリン仕様
（P10プリメーラ前期、W10アベニール前期、R10プレセア前期、U12ブルーバード後期の一部）

### SR18DE
1,838 cc、DOHC16バルブ・自然吸気。マルチポイントインジェクション。

ヘッドカバーの色はシルバーとシャンパンゴールドが存在する。
- 内径×行程：82.5 mm×86.0 mm
- 出力：
  - 92 kW(125 PS)/6,000 rpm 156 N・m (16.0 kg・m)/4,800 rpm - レギュラーガソリン仕様
（P10-P11プリメーラ、U14ブルーバード、W10アベニール後期、R10プレセア後期）
  - 103 kW(140 PS)/6,400 rpm 167 N・m (17.0 kg・m)/4,800 rpm - プレミアムガソリン仕様
（B13-B14サニー、B13NXクーペ、B14ルキノ、N14-N15パルサー）

### SR20Di
1,998 cc、DOHC16バルブ・自然吸気。シングルポイントインジェクション。輸出向けのプリメーラのみ搭載
- 内径×行程：86.0 mm×86.0 mm
- 出力
  - 116 PS

### SR20DE

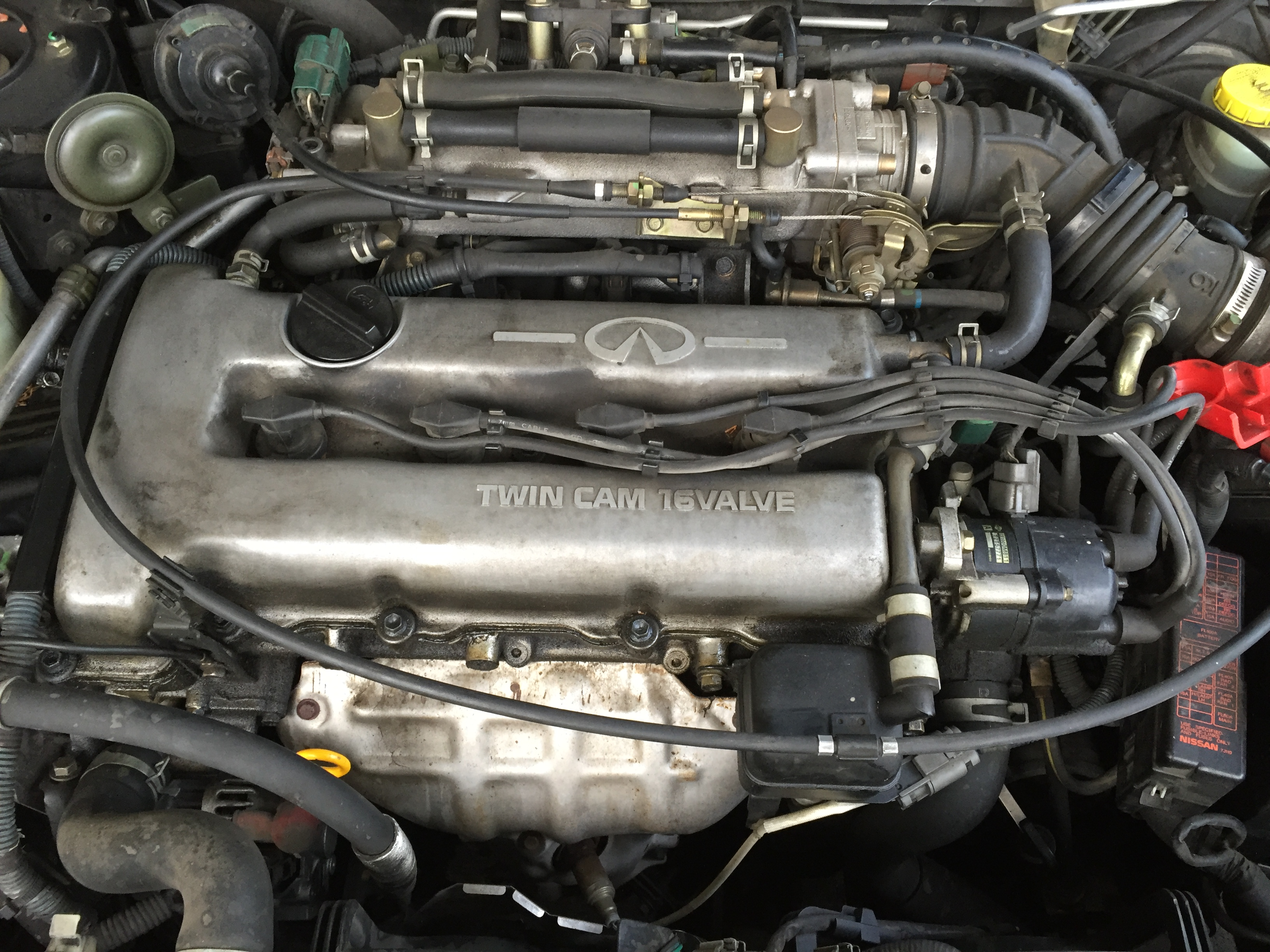
SR20DEエンジン

1,998 cc、DOHC16バルブ・自然吸気。マルチポイントインジェクション。可変バルブタイミング機構NVCSを追加した機種も存在する。1990年代から2000年代初期の多くの日産ミドルクラスの心臓部に搭載されたエンジンである。ヘッドカバーの色は、シルバー、シャンパンゴールド、ワインレッド、ブラック、ブルー（NVCS仕様のみ）等が純正パーツとして存在する。
- 内径×行程：86.0 mm×86.0 mm
- 出力：
  - 103 kW(140 PS)/6,400 rpm 178 N・m(18.2 kg・m)/4,800 rpm - レギュラーガソリン仕様
（U12ブルーバード後期、HAU12ブルーバードオーズィー、S13シルビア後期、R10プレセア）
  - 96 kW(130 PS)/6,000 rpm 172 N・m (17.5 kg・m)/4,800 rpm - レギュラーガソリン仕様
（C23セレナ）
  - 107 kW(145 PS)/6,400 rpm 178 N・m (18.2 kg・m)/4,800 rpm - レギュラーガソリン仕様
（U13-U14ブルーバード）
  - 110 kW(150 PS)/6,400 rpm 186 N・m(19.0 kg・m)/4,800 rpm - プレミアムガソリン仕様
（P10-P11プリメーラ、U14ブルーバード前期）
  - 121 kW(165 PS)/6,400 rpm 192 N・m(19.6 kg・m)/4,800 rpm - プレミアムガソリン仕様
（S15シルビア マニュアルトランスミッション車）
  - 118 kW(160 PS)/6,400 rpm 188 N・m (19.2 kg・m)/4,800 rpm - プレミアムガソリン仕様
（S15シルビア オートマチックトランスミッション車）
  - 103 kW(140 PS)/5,600 rpm 186 N・m (19.0 kg・m)/4,800 rpm 
（W11アベニール前期4WD、C24セレナ前期、N30ルネッサ、M12プレーリーリバティ前期）
  - 107 kW(145 PS)/6,000 rpm 186 N・m (19.0 kg・m)/4,800 rpm 
（C24セレナ前期、W11アベニール中期）
  - 99 kW(135 PS)/5,600 rpm 178 N・m (18.2 kg・m)/4,800 rpm - レギュラーガソリン仕様
（V10ティーノ）

#### SR20DE改良型
1998 cc、DOHC16バルブ・自然吸気モデル。マルチポイントインジェクション。ヘッドカバーの色はシルバー、ワインレッド。
SR20DEをベースにオーテックジャパンが改良を加えたエンジンで、圧縮比アップやバルブタイミングの変更改良、専用フロントチューブおよび専用コントロールユニットを採用していた。
専用エギゾーストマニホールドを持つ180馬力版がP10プリメーラに、SR20DEと共通のエキゾーストマニホールドを持つ175馬力版がB14ルキノとN15パルサーセリエ/ルキノハッチにそれぞれ搭載された。組み合わされるトランスミッションは5速マニュアルシフトのみ。S15シルビア「オーテックバージョン」には200馬力版、6速マニュアルシフトの改良が施された。
- 内径×行程：86.0mm×86.0mm
- 出力：
  - 132kW(180PS)/6,800rpm 192N・m(19.6kg・m)/5,600rpm 
（P10プリメーラ）
  - 129kW(175PS)/6,800rpm 186N・m(19.0kg・m)/5,200rpm 
（B14ルキノ、N15パルサー/ルキノハッチ）
  - 147kW(200PS)/7,200rpm 214N・m(21.8kg・m)/4,800rpm 
（S15シルビア）
- 全てプレミアムガソリン仕様

### SR20DET

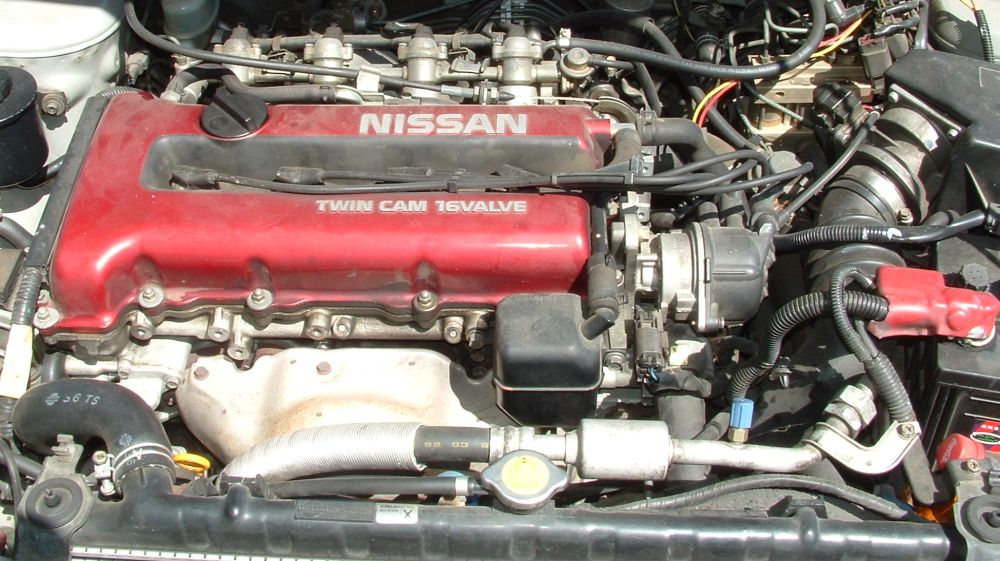
SR20DETエンジン

1,998cc、DOHC16バルブ・シングルターボ。全車種プレミアムガソリン仕様である。

PS13シルビア中期から後期、RPS13・180SX中期型搭載の1型（赤ヘッド）、大型改良を受けたRPS13・180SX中期～後期型搭載の2型（以降黒ヘッド）、可変バルブタイミング機構NVCSが追加されたS14シルビア搭載の3型、マイナーチェンジ程度の変更をされた4型、エクストレイルのVETと共通のコンロッドを使うために設計変更が施された5型の他に、レースエンジンといえるほど別物に改良されたRNN14パルサーGTI-R用のスペシャルタイプ（2型改・文字無し赤ヘッド）も存在する。

### SR20VE

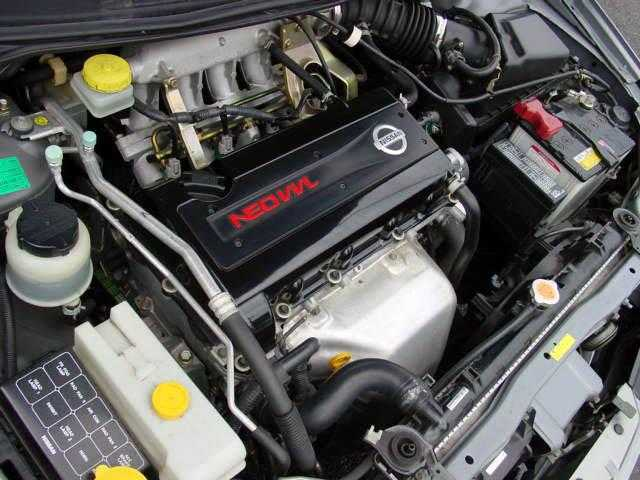
SR20VEエンジン

1,998cc、DOHC16バルブ・自然吸気、NEO VVL搭載モデル。トランスミッションの組み合わせは、190馬力版がCVT（ハイパーCVT-M6）のみ、204馬力版が6速マニュアルシフトのみ。
- 内径×行程：86.0 mm×86.0 mm
- 出力：
  - 140 kW(190 PS)/7,000 rpm 196 N・m (20.0 kg・m)/6,000 rpm 
（P11プリメーラ後期、Y11ウイングロード前期、U14ブルーバード）
  - 150 kW(204 PS)/7,200 rpm 206 N・m (21.0 kg・m)/5,200 rpm 
（P12プリメーラ）
- 全てプレミアムガソリン仕様[注釈 1]
- P12プリメーラ用は自然吸気SRエンジンとして唯一の平成12年排ガス規制に適合（ただし優遇なしの星ゼロ）。

### SR20VET
1,998 cc、DOHC16バルブ･シングルターボ搭載モデル。NEO VVLを採用した過給器付きエンジンで、SRエンジン史上最高のスペックを誇る。
過給器付きSRエンジンとしては唯一平成12年排ガス規制に適合。T30エクストレイルのみに搭載された。
- 内径×行程：86.0 mm×86.0 mm
- 出力：206 kW(280 PS)/6,400 rpm 309 N・m(31.5 kg・m)/3,200 rpm - プレミアムガソリン仕様
（T30エクストレイル）

## 搭載していた車種
- シルビア（PS13後期,S14,S15）／180SX（RPS13中期･後期）
  - シルビアをベースにして製造された光岡自動車のラ・セードを含む。
- サニー（B13,B14,B15前期）／ルキノ（B14クーペ,N15ハッチ）
- NXクーペ（B13）
- パルサー（N14,N15）
- プリメーラ（P10,P11,P12）
  - トミーカイラ・ZZはP10型のSR20DEをベースにチューニングしている。また、ASL・ガライヤはP12型のSR20VEをベースにチューニングしている。
- ウイングロード（Y10,Y11前期）
- ブルーバード（U12後期,U13,U14）
- ルネッサ（N30）
- プレーリー（M11後期,M12前期）
- ティーノ（V10）
- セレナ（C23,C24前期）
- アベニール（W10,W11前期・中期）
- プレセア（R10,R11）
- X-TRAIL（T30）
- ルノーサムスン・SM5(A32,A34R)
  - 他国向けのセフィーロ/マキシマ/ティアナにSR仕様は存在せず、韓国仕様のみ。

## 備考

### 駆動方式の違い
FF用とFR用では細部に違いが見られる。このため、同形式ではあってもFF車用のエンジンをFR車にそのまま搭載はできず、多くの加工と双方の純正部品が必要で、逆も同様である。
FF車用とFR車用は別ラインで生産されていた。

### SR20DE・SR20DETの種類
SR20DEおよびSR20DETは複数回に渡りモデルチェンジが行われているが、S14シルビアに搭載された機種以降は大幅な仕様変更を受けており、シリンダーヘッド側が大きく変化している。具体的には、NVCSが追加され、吸気ポートの位置が下側に移動しローポート化されている。ローポート化によって吸気効率が悪化しているが、NVCSにより燃費の改善と出力の向上が計られている。
SR20DEについてはオーテックジャパンが改良を施した特別仕様（オーテックバージョン）が存在し、通常のSR20DEよりも性能が上がっている。
また、横置きエンジン同士でもパルサーGTI-Rのエンジンは他のターボエンジンとは異なり、ナトリウム封入バルブや4連スロットルバルブ、大容量オイルポンプの採用、ラッシュアジャスターが採用されてないなど、日産社員でさえ、本当の意味でのレースエンジンと言わしめるほど別物に仕上げられていることから、加工したうえでシルビア・180SXを筆頭に強化・対策パーツとして他車に部品を流用されていることがある。

### SR22DET・SR22DEについて
SRエンジンの中には、非公式にSR22DETやSR22DEと呼ばれるエンジンが存在する。
これらは日産自動車から正式にリリースされたエンジンではなく、SR20DETやSR20DEにボアアップを施し、排気量が2.2リッター相当にアップされたチューニングエンジンである。大抵は専用のピストン、コネクティングロッド、クランクシャフトを組み込んだものであり、これらのパーツを組み合わせたキットが様々なアフターパーツメーカーからリリースされているほか、既に組み込んで完成したエンジンを販売しているところもある。
排気量2.2リッターの一般販売向けコンプリートエンジンとして、東名パワード製のものが知られている。